# Stiftung Nord-Süd-Brücken
Die Stiftung Nord-Süd-Brücken ist eine in Berlin ansässige private und gemeinnützige Stiftung. Die Stiftung fördert zivilgesellschaftliches Engagement in den neuen Bundesländern im Bereich der Entwicklungszusammenarbeit sowie in der entwicklungspolitischen Bildungs- und Öffentlichkeitsarbeit. Nach eigenen Angaben ist sie parteipolitisch unabhängig.

## Ziele
Die Stiftung will mit ihrer Arbeit zu einer gerechteren Welt beitragen und die Ursachen von Armut „bekämpfen“. Ansätze gelebter Solidarität sollen gefördert und Prozesse selbstbestimmter Entwicklung in Afrika, Lateinamerika und Asien unterstützt werden. Im Inland ist das Ziel der Stiftung, das öffentliche Bewusstsein für die Notwendigkeit der Entwicklungszusammenarbeit zu stärken.
Die Stiftung ist dabei dem Grundsatz der Pluralität der Ansätze und Herangehensweisen in der Entwicklungszusammenarbeit, der Gleichberechtigung von Mann und Frau, dem Verbot der Rassendiskriminierung, der Einhaltung der Menschenrechte und der Unterstützung emanzipatorischer Ansätze und Bewegungen verpflichtet.

## Strategien und Aktionen
Die Stiftung unterstützt entwicklungspolitische Inlands- und Auslandsprojekte ostdeutscher Nichtregierungsorganisationen (NRO) durch Zuschüsse sowie Beratungs- und Fortbildungsangebote. Ziel ist die Weiterentwicklung und strukturelle Verbesserung der Rahmenbedingungen für entwicklungspolitische Arbeit in Ostdeutschland. Hierfür werden unter anderem Fördermittel für Projekte und Personalstellen zur Verfügung gestellt.
Des Weiteren fördert sie die Teilnahme ostdeutscher Nichtregierungsorganisationen am Freiwilligendienst „weltwärts“. Eine in der Geschäftsstelle angesiedelte Servicestelle stellt Informations-, Beratungs-, Qualifizierungs- und Begleitangebote für potentielle Entsendeorganisationen bereit und unterstützt deren Vernetzung.
Die Stiftung unterstützt entwicklungspolitische Lobbyarbeit und vertritt die Interessen ostdeutscher NRO gegenüber dem Bund und den ostdeutschen Ländern. Ebenso setzt sich die Stiftung gegenüber dem Staat und der Wirtschaft für gerechtere Rahmenbedingungen im Bereich der Wirtschafts-, Außen- und Sicherheitspolitik ein. Sie plant und gestaltet eigene Inlandsprojekte, wie Fachgespräche zu entwicklungspolitischen Fragestellungen und beteiligt sich an entwicklungs- und friedenspolitischen Kampagnen.

## Finanzierung
Alle Angebote und Aktivitäten der Stiftung werden aus den Erträgen des Stiftungskapitals in Höhe von 16,9 Mio. € und Zuschüssen öffentlicher Geber wie dem Bundesministerium für wirtschaftliche Zusammenarbeit und Entwicklung finanziert. Das Stiftungskapital wird nach ethischen und ökologischen Kriterien angelegt. Bis zum Jahr 2007 hat die Stiftung 1650 Einzelprojekte mit ca. 11 Mio. € gefördert.

## Geschichte

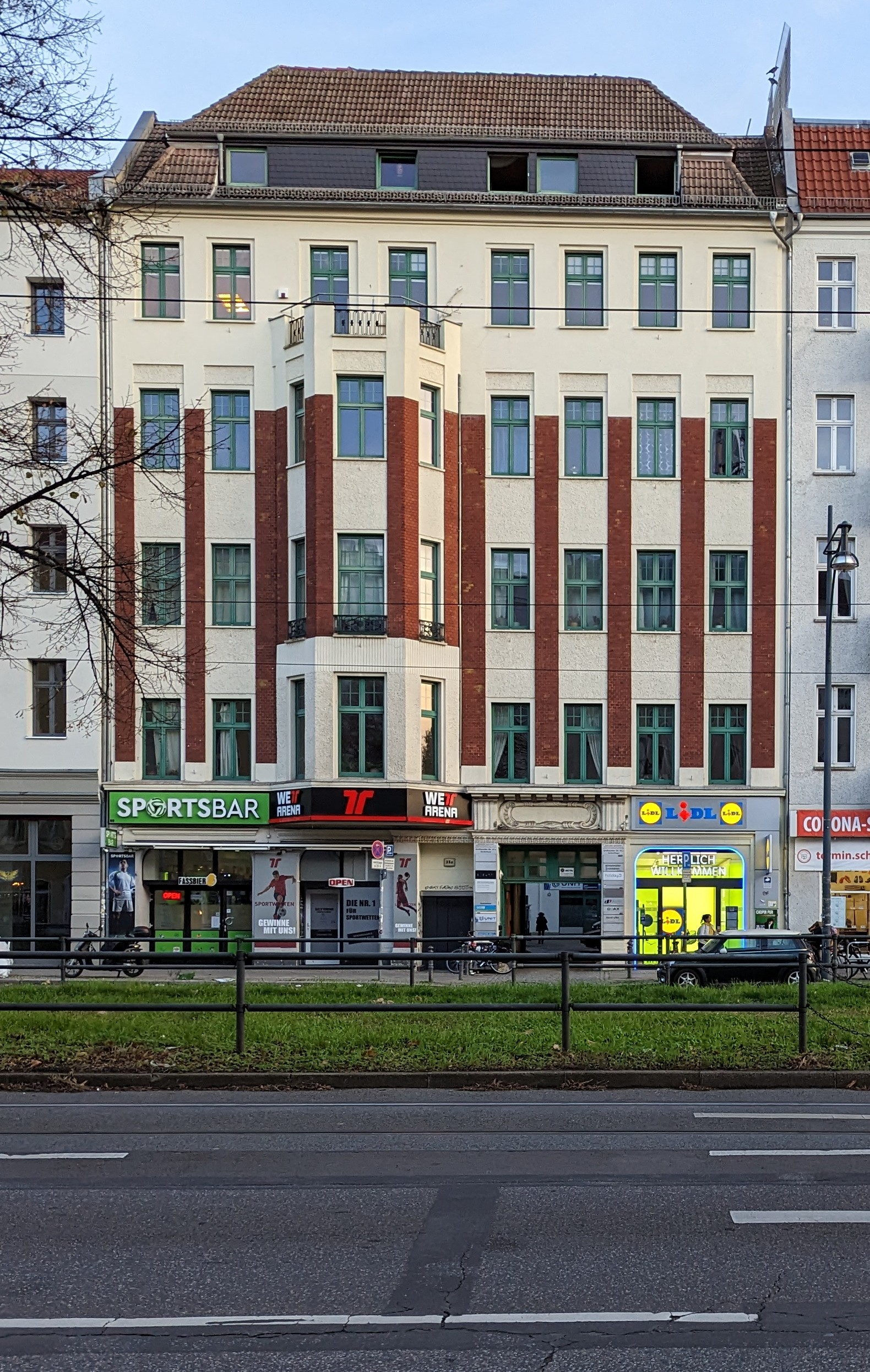
Sitz der Stiftung in Berlin

Die Stiftung wurde am 21. Februar 1994 auf Initiative des entwicklungspolitischen Runden Tischs vom Solidaritätsdienst International (SODI) in seiner Funktion als Rechtsnachfolger des Solidaritätskomitee der DDR gegründet. Der Gründung ging ein gerichtlicher Vergleich zwischen dem SODI, der Treuhand und der Unabhängigen Kommission zur Überprüfung des Vermögens der Parteien und Massenorganisationen der DDR voraus in dem vereinbart wurde, dass SODI 30 Mio. DM in eine neu zu gründende Stiftung einbringt. Am 21. Februar 1994 wurde die Stiftung mit einem Anspruch auf die Übertragung eines Wertpapiervermögens in Höhe von 32.613.000 DM zum Stichtag 30. November 1992 (nominal 30 Mio. DM) von der Berliner Stiftungsaufsicht genehmigt.
Ein großer Teil des Stiftungskapitals entstammt den „Solidaritätsbeiträgen“ der Bürger der DDR. Die gesammelten Beiträge und Spenden unterstützten die internationale Entwicklungshilfe der DDR und wurden vom Solidaritätskomitee verwaltet. Nach der deutschen Wiedervereinigung einigte sich der Entwicklungspolitische Runde Tisch darauf, dass die gezahlten Solidaritätsbeiträge den entwicklungspolitischen NRO aus den neuen Bundesländern zugutekommen sollen.
Seit Oktober 2004 verwaltet die Stiftung im Rahmen einer Beleihung die Fördermittel für entwicklungspolitische Projekte Berliner NRO des Landes Berlin.

## Struktur
Die Stiftung besteht aus dem Stiftungsrat, dem Stiftungsvorstand und der Geschäftsstelle mit einem hauptamtlichen Geschäftsführer und unterliegt der Stiftungsaufsicht des Landes Berlin.

## Kooperationen
Die Stiftung Nord-Süd-Brücken arbeitet mit dem Verband Entwicklungspolitik Deutscher Nichtregierungsorganisationen (Venro) e.V., attac e.V., Bundesverband Deutscher Stiftungen und dem Arbeitskreis "Lernen und Helfen in Übersee" (AKLHÜ) e.V. zusammen. Darüber hinaus gibt es eine Kooperation mit dem Landesnetzwerk Berliner Entwicklungspolitischer Ratschlag (BER) e.V. sowie mit dem informellen Netzwerk Wandelstiften.